# St. Margareta (Stieldorf)

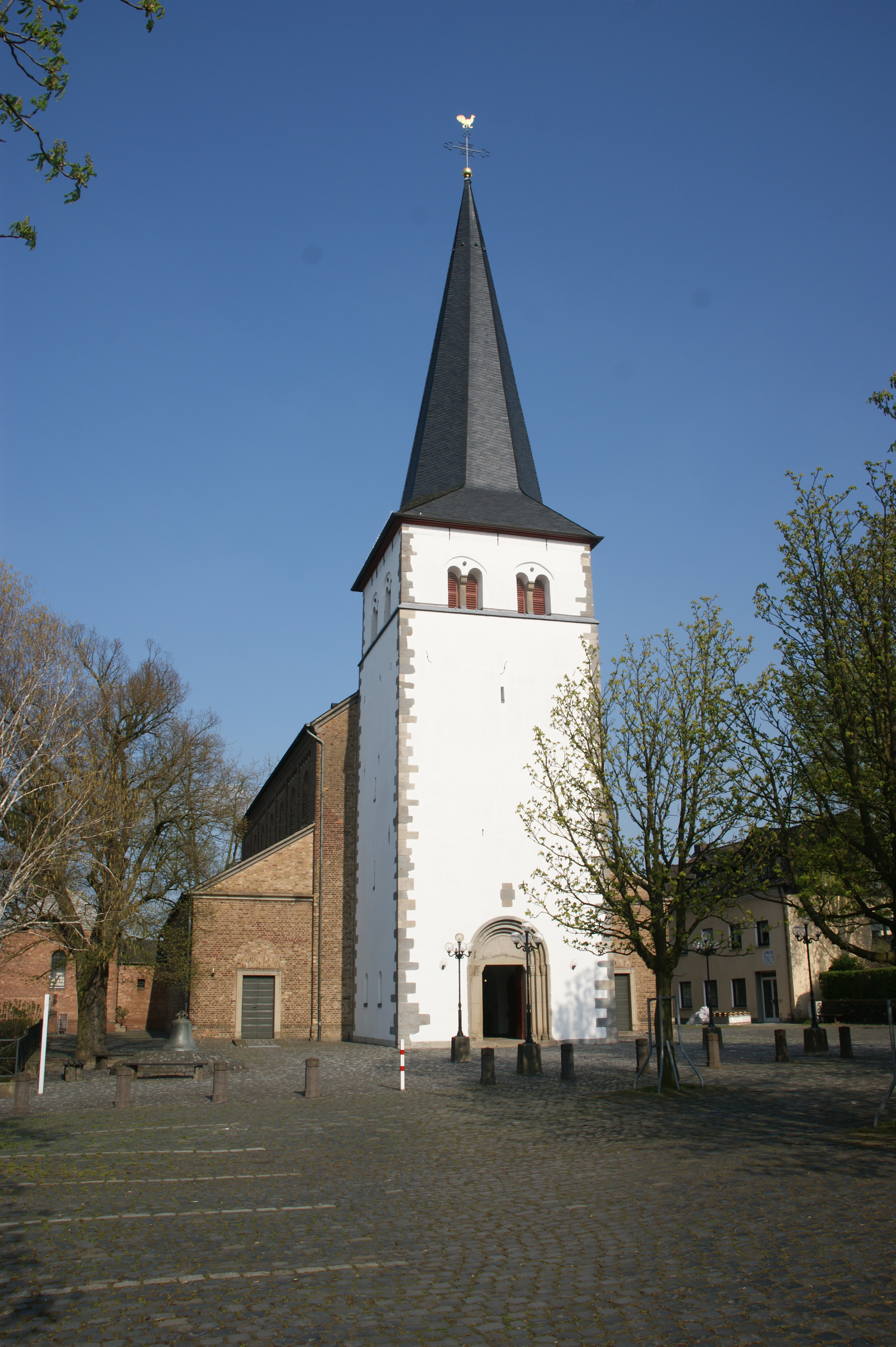
St. Margareta

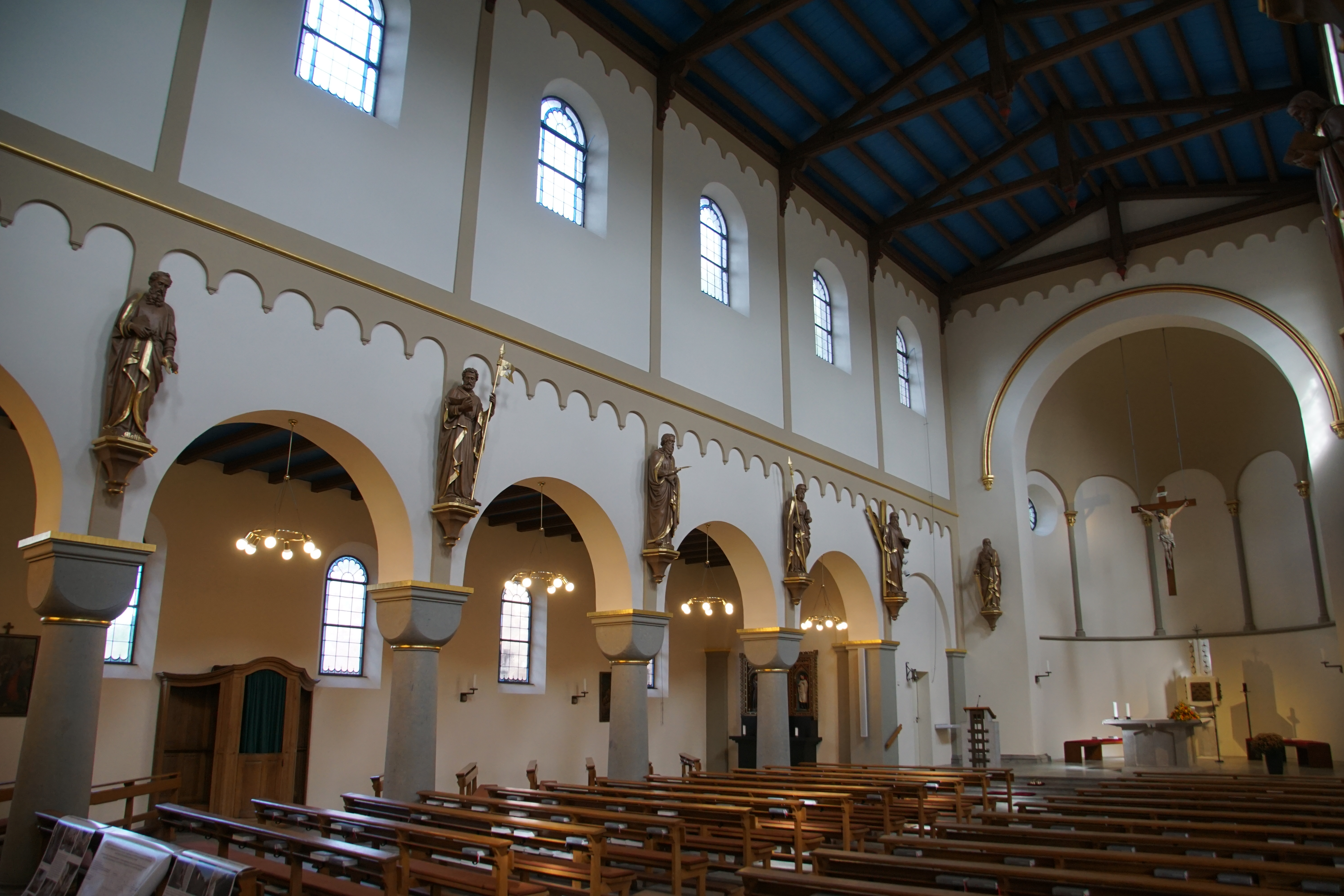
Innenraum

Sankt Margareta ist die römisch-katholische Pfarrkirche in Stieldorf, einem Stadtteil von Königswinter (Rhein-Sieg-Kreis) in Nordrhein-Westfalen. Sie steht als Baudenkmal unter Denkmalschutz.

## Geschichte
In einer Urkunde des Jahres 1131 wurde die Kirche St. Margareta im Besitz des Bonner Cassius-Stiftes genannt. In der Vita Annonis Minor, der Lebensbeschreibung des Kölner Erzbischofs Anno II. aus der Zeit um 1180, wurde die Gründung der Kirche mit Wunderzeichen aus der Zeit Annos in Verbindung gebracht. Auch im liber valoris um 1300 wurde die Kirche erwähnt. Vom romanischen Gründungsbau hat sich nur der Kirchturm aus dem 12. Jahrhundert erhalten. Das Langhaus wurde in schlichten Formen der rheinischen Spätromanik im Rundbogenstil als dreischiffige Backsteinbasilika mit eingezogener Halbkreisapsis im Jahr 1850 nach Plänen des Kölner Dombaumeisters Ernst Friedrich Zwirner neu errichtet.
1970 entstand nach einem Entwurf der Planungsgruppe Stieldorf auf der gegenüberliegenden Straßenseite der Kirche ein neues Pfarrheim und Gemeindezentrum mit angegliederter Küsterwohnung (An der Passionshalle 13), das die Pfarrgemeinde 2007 aufgrund von Sparvorgaben an die Stadt Königswinter verkaufte. 2009 wurde unmittelbar nordwestlich der Kirche ein neues Pfarrheim als Glas-Holzkonstruktion (An der Passionshalle 6) errichtet.
Die Eintragung des Kirchengebäudes in die Denkmalliste der Stadt Königswinter erfolgte am 26. Juli 1988.
Das Kirchengebäude ist Pfarrkirche der etwa 3000 zählenden Kirchenmitglieder römisch-katholischen Kirchengemeinde Sankt Margareta, zu der neben Stieldorf die Orte Bockeroth, Düferoth, Nieder- und Oberscheuren, Oelinghoven, Stieldorferhohn und Vinxel gehören; seit 1. Januar 2007 ist die Gemeinde mit denen in Oberpleis, Thomasberg, Heisterbacherrott, Ittenbach und Eudenbach zur Pfarreiengemeinschaft „Königswinter – Am Oelberg“ zusammengeschlossen.

## Orgel

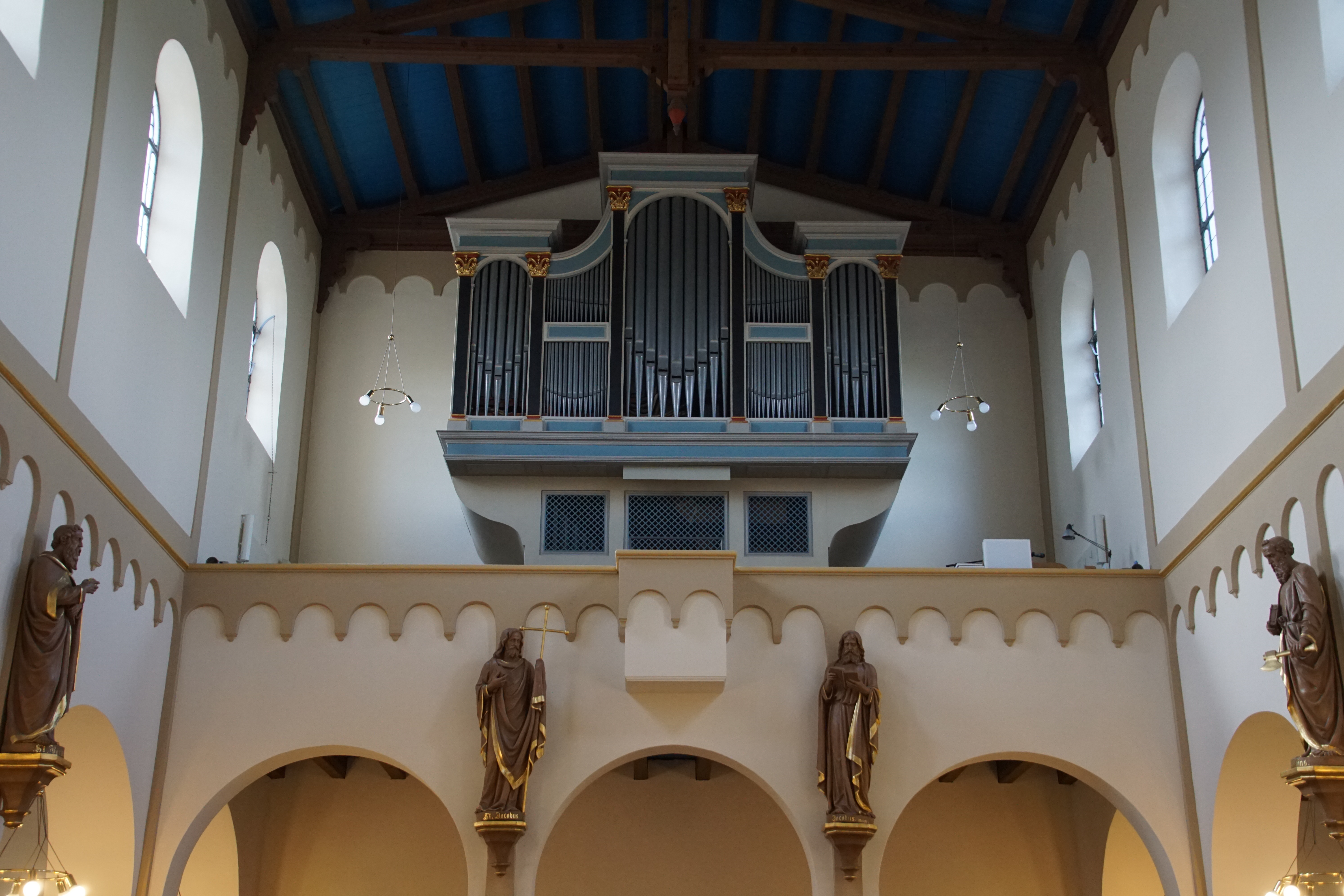
Orgelprospekt

Auf der Westempore befindet sich das im Jahre 1970 durch die Firma Matthias Kreienbrink erbaute Instrument mit 23 Registern, freistehendem Spieltisch und elektrischen Trakturen.
| I Hauptwerk C–g3 |                    |       |
| 1.               | Bordun             | 16'   |
| 2.               | Prinzipal          | 8'    |
| 3.               | Harmonieflöte      | 8'    |
| 4.               | Oktave             | 4'    |
| 5.               | Strichflöte        | 4'    |
| 6.               | Nasard             | 2 ⁄3′ |
| 7.               | Schwiegel          | 2'    |
| 8.               | Cornett III-V      |       |
| 9.               | Mixtur VI          |       |
| 10.              | Silbermanntrompete | 8'    |

| II Positiv C–g3 |                  |       |
| 11.             | Lieblich Gedackt | 8'    |
| 12.             | Weidenpfeife     | 8'    |
| 13.             | Prinzipal        | 4'    |
| 14.             | Traversflöte     | 4'    |
| 15.             | Gemshorn         | 2'    |
| 16.             | Sifflöte         | 1 ⁄3′ |
| 17.             | Scharff IV       |       |
|                 | Tremulant        |       |

| Pedal C–f1 |              |     |
| 18.        | Subbass      | 16' |
| 19.        | Oktavbass    | 8'  |
| 20.        | Gedacktbass  | 8'  |
| 21.        | Choralbass   | 4'  |
| 22.        | Piffaro III  | 2′  |
| 23.        | Stillposaune | 16' |

- Koppeln: II/I, I/P, II/P
- Spielhilfen: 2 freie Kombinationen, Handregister, Auslöser

## Glocken
Das vierstimmige Geläute von St. Margareta wurde in den Jahren 1958/59 von der Firma Mabilon & Co. aus Saarburg gegossen.
| Nr. | Name                | Durchmesser (mm) | Masse (kg) | Schlagton (HT-1/16) |
| 1   | Christus            | 1370             | 1550       | es1 –2              |
| 2   | Maria               | 1150             | 900        | ges1 -1             |
| 3   | Margareta+Sebastian | 1010             | 680        | as1 -1              |
| 4   | Schutzengel         | 880              | 400        | b1 -1               |